# In de loge
In de loge (Engels: In the Loge) is een schilderij van Mary Cassatt uit 1878. Sinds 1910 maakt het deel uit van de collectie van het Museum of Fine Arts in Boston.

## Voorstelling
Het theater oefende op de meeste impressionistische schilders een grote aantrekkingskracht uit. Voor de  bourgeoisie, bron van inspiratie voor het impressionisme, was het theater immers de plaats bij uitstek om te pronken met de nieuwste mode en de laatste roddels uit te wisselen. Waar bijvoorbeeld Degas met name schilderijen maakte van de voorstelling zelf, kozen anderen, zoals Renoir en ook Cassatt ervoor om juist het publiek in de loges en foyers af te beelden.
Op Cassatts In de loge bekijkt een vrouw met haar toneelkijker het publiek in de Opéra Garnier. Waarschijnlijk speelt het tafereel zich in de pauze van het stuk af, want het licht in de zaal lijkt aan te zijn. In de linkerbovenhoek is een man te zien die zijn kijker juist op de vrouw gericht heeft. Deze man neemt feitelijk dezelfde positie in als degene die het schilderij bekijkt. Cassatt speelt zo een subtiel spel met kijken en bekeken worden.
Cassatt schilderde het gezicht van de vrouw scherper dan de achtergrond. Zij creëerde daarmee een soort optisch realisme, omdat het menselijk oog op dezelfde wijze functioneert. Zoals op veel impressionistische doeken is de achtergrond vlak geschilderd, haast als een soort toneelgordijn. Cassatt positioneerde de vrouw zo dat zij de curve van het balkon, die voor dieptewerking kon zorgen, aan het zicht onttrekt.
De vrouw in de loge is meer dan een passief object van mannelijke interesse. In het theater was een vrouw in die tijd enigszins bevrijd van de knellende sociale conventies die haar nauwelijks vrijheid gunden in de publieke ruimte. Hier kon zij net als een man bekijken wat ze wilde. Zelfs de lichaamshouding met een elleboog op de balustrade is bij beiden gelijk.

## Herkomst
Cassatt wilde het schilderij tentoonstellen op de vierde impressionistententoonstelling die oorspronkelijk gepland was in 1878. Toen deze tentoonstelling een jaar werd uitgesteld, stuurde ze het schilderij samen met haar schilderij A Musical Party naar de Verenigde Staten. Daar werden de schilderijen tentoongesteld op een tentoonstelling in Boston in de zomer van 1878. Hiermee werd het een van de eerste schilderijen van de Franse impressionisten dat te zien was in de Verenigde Staten.
- 1892 of 1893: Cassatt verkoopt het schilderij aan de kunsthandel Martin, Camentron en co. in Parijs.
- 1893 of 1894: verkocht aan de kunsthandel Durand-Ruel, Parijs en New York.
- 1909 of 1910: komt in bezit van F.W. Bayley, Boston
- 17 februari 1910: verkocht aan het Museum of Fine Arts voor 2.000 Amerikaanse dollar.